# Clitocybe nébuleux
Clitocybe nebularis
Espèce
Clitocybe nebularis, le Clitocybe nébuleux, est une espèce de champignons de la division des basidiomycètes, du genre Clitocybe, et de la famille des Tricholomataceae.
Cette espèce forestière saprophyte de taille moyenne à grande est commune sur l'ensemble de l'hémisphère Nord. Tardive et ne craignant pas les premières gelées, elle apparaît dans les hêtraies et pessières à la fin de l'automne, essentiellement auprès des jeunes arbres.
Espèce-type du genre Clitocybe, elle est pourtant très proche du genre Lepista. Son chapeau à marge enroulée, « gris comme un ciel légèrement nuageux », ses lamelles couleur crème, denses et faiblement décurrentes, son pied grisâtre en massue ainsi que son odeur caractéristique permettent de la distinguer assez facilement.
Ce champignon est régulièrement consommé, notamment dans le massif du Jura français et suisse, où il est nommé Gris de sapin. Cependant, il est aujourd'hui considéré comme toxique, causant essentiellement des désordres gastro-intestinaux. Il est, de ce fait, déconseillé de le manger. La nébularine, un de ses métabolites secondaires, montre un fort intérêt thérapeutique.

## Systématique

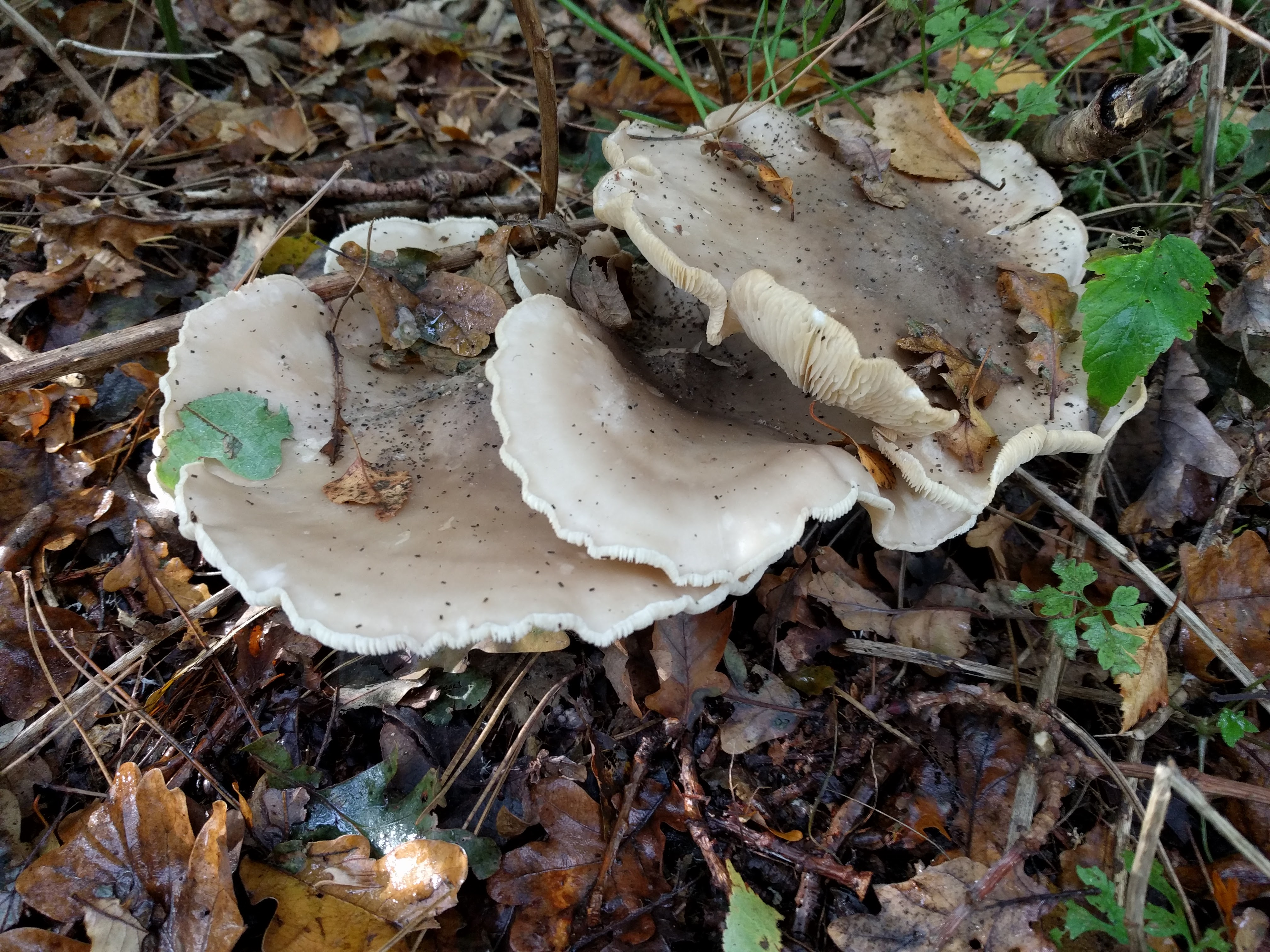
Spécimens âgés.

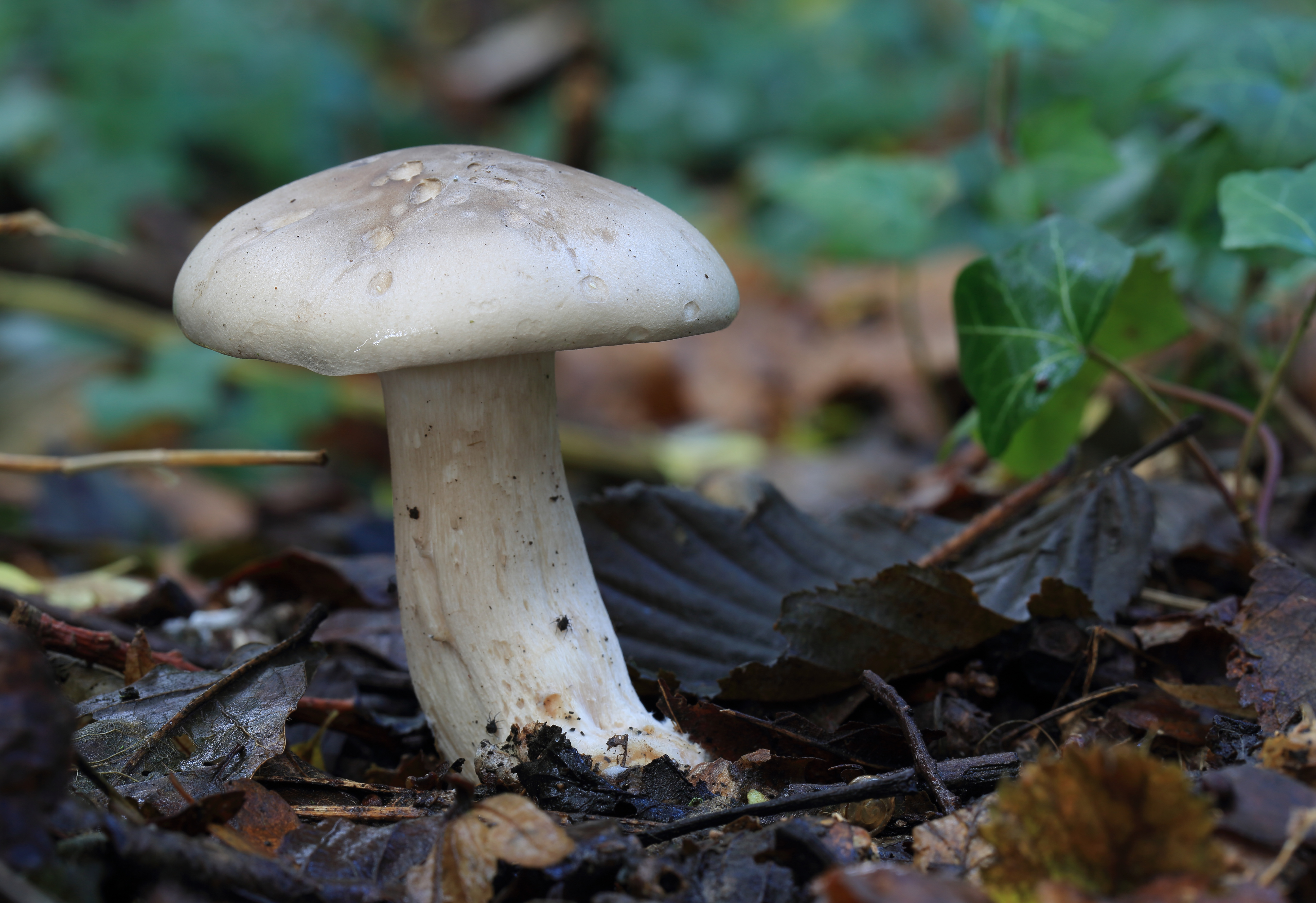
Jeune spécimen.

L'espèce est décrite pour la première fois sous le nom Agaricus nebularis en 1789 par le botaniste allemand August Johann Georg Karl Batsch, sa description étant sanctionnée quelques années plus tard par le mycologue suédois Elias Magnus Fries, père fondateur de la mycologie moderne.
Le genre Agaricus est alors d'une définition très large, proche de la définition actuelle de l'ordre des Agaricales. Elle est ensuite placée dans le genre Clitocybe en 1871 par l'allemand Paul Kummer. En 1949, le néerlandais Marinus Anton Donk la choisi comme lectotype du genre, un choix largement contesté. En effet, C. nebularis est un taxon intermédiaire entre les Clitocybes et les Lépistes (plus particulièrement celles du sous-genre Rhodopaxillus). Il partage avec les premiers ses spores non rosées sans ornementations ; et avec les deuxièmes ses lames séparables, sa sporée légèrement colorée cyanophile ainsi que sa chair gorgée d'eau. C'est pourquoi le finlandais Harri Harmaja (d) place cette espèce dans le genre Lepista en 1974.
Cependant, même si ses caractères morphologiques penchent en faveur des lépistes, c'est le synonyme Clitocybe nebularis qui est aujourd'hui considéré comme valide. En effet, le code de nomenclature botanique proscrit le déplacement d'une espèce-type à la base d'un genre.

### Synonymie
- Agaricus nebularis Batsch 1789 (basionyme)[6] ;
- Agaricus pileolarius Bull. 1789[6] ;
- Agaricus pileolarius var. pileolarius Bull. 1789[6] ;
- Clitocybe alba (Bataille) Singer 1951[6] ;
- Clitocybe nebularis var. alba Bataille 1911[6] ;
- Clitocybe pileolaris (Bull.) Murrill 1915[6] ;
- Gymnopus nebularis (Batsch) Gray 1821[6] ;
- Lepista nebularis (Fr.) Harmaja 1974[6].

### Formes
Outre la forme nominative au chapeau gris, il existe la forme alba, au chapeau blanc, anciennement considérée comme une variété.
- Clitocybe nebularis f. nebularis ;
- Clitocybe nebularis f. alba (J.E. Lange) S. Imai 1938[8].

## Étymologie et dénominations vernaculaires
Le nom de genre Clitocybe provient du grec ancien κύβη, kubê (tête) et de κλίτος, clitos (pente), en raison de la pente intérieure que prend le chapeau en vieillissant. Son épithète spécifique, nebularis, est une référence à la coloration de son chapeau « gris clair comme un ciel peu couvert » et provient du latin nebulosus (brouillé, couvert), lui même provenant de nebula (nuage),.
En plus de la traduction littérale de son nom scientifique, le Clitocybe nébuleux est également nommé « Grisette », « Gris de sapin », « Petit-gris des sapins » voire uniquement « Petit-gris », par comparaison avec le Petit gris, (Tricholoma myomyces) ou encore « Mousseron d'automne » par comparaison avec le Tricholome de la Saint-Georges printanier, également nommé « Mousseron » (Calocybe gambosa),,.

## Description
Le Clitocybe nébuleux est un champignon de taille moyenne à grande de 5 à 20 cm de diamètre au chapeau convexe et légèrement déprimé au centre et souvent mamelonné. Sa marge est enroulée. Sa cuticule, non hygrophane, lisse et non pruineuse, varie de gris à blanc, pour les jeunes sujets, au blanchâtre à « gris clair comme un ciel peu couvert ». Elle peut également prendre des teintes gris-brun et est souvent plus foncée dans son centre.
L'hyménium présente des lamelles de couleur crème pâle, minces, très serrées et faiblement décurrentes ; c'est-à-dire qu'elles descendent légèrement le long du pied. Elles se détachent facilement lorsqu'on les gratte et laissent apparaître la chair lisse de l'hyménophore. Leur sporée est jaune. La chair est épaisse, de couleur beige clair. Le pied mesure de 5 à 10 cm de haut pour un diamètre de 2 à 4 cm. De couleur blanc à grisâtre, il s'élargit vers la base.
Ce champignon dégage une forte odeur très caractéristique et peu agréable. Elle est parfois comparée à celle des Pleurotes ou d'un poulailler, voire, selon un mycologue néerlandais, à celle d'un fromage français. Son goût est, au contraire, assez doux,. L'étude des composés volatils du Clitocybe nébuleux montre que son odeur est formée de 28 composants différents offrant des parfums moisis-terreux, fécaux, fongiques, de fromage ainsi que de rose et d’amande amère.

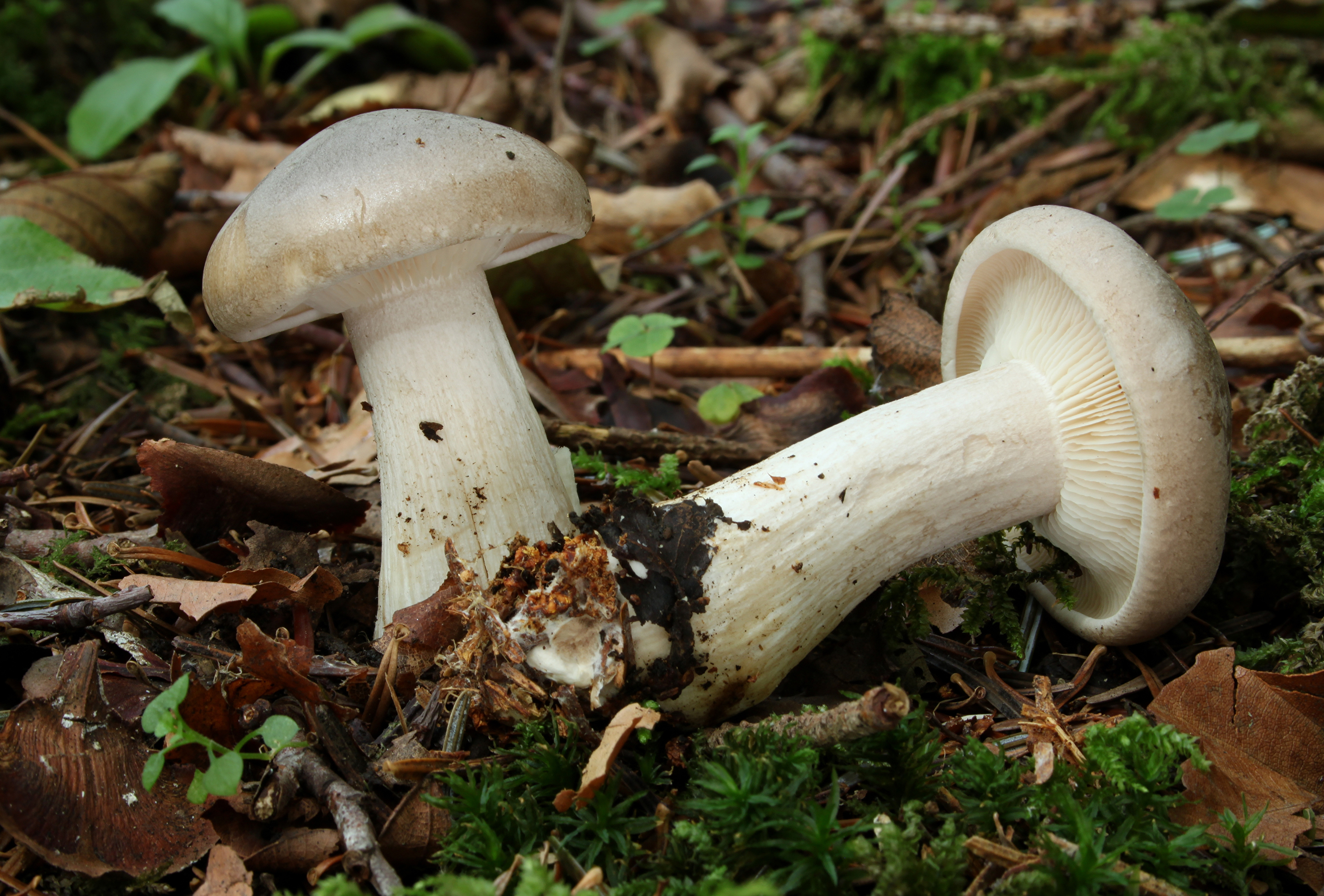
Spécimens jeunes.
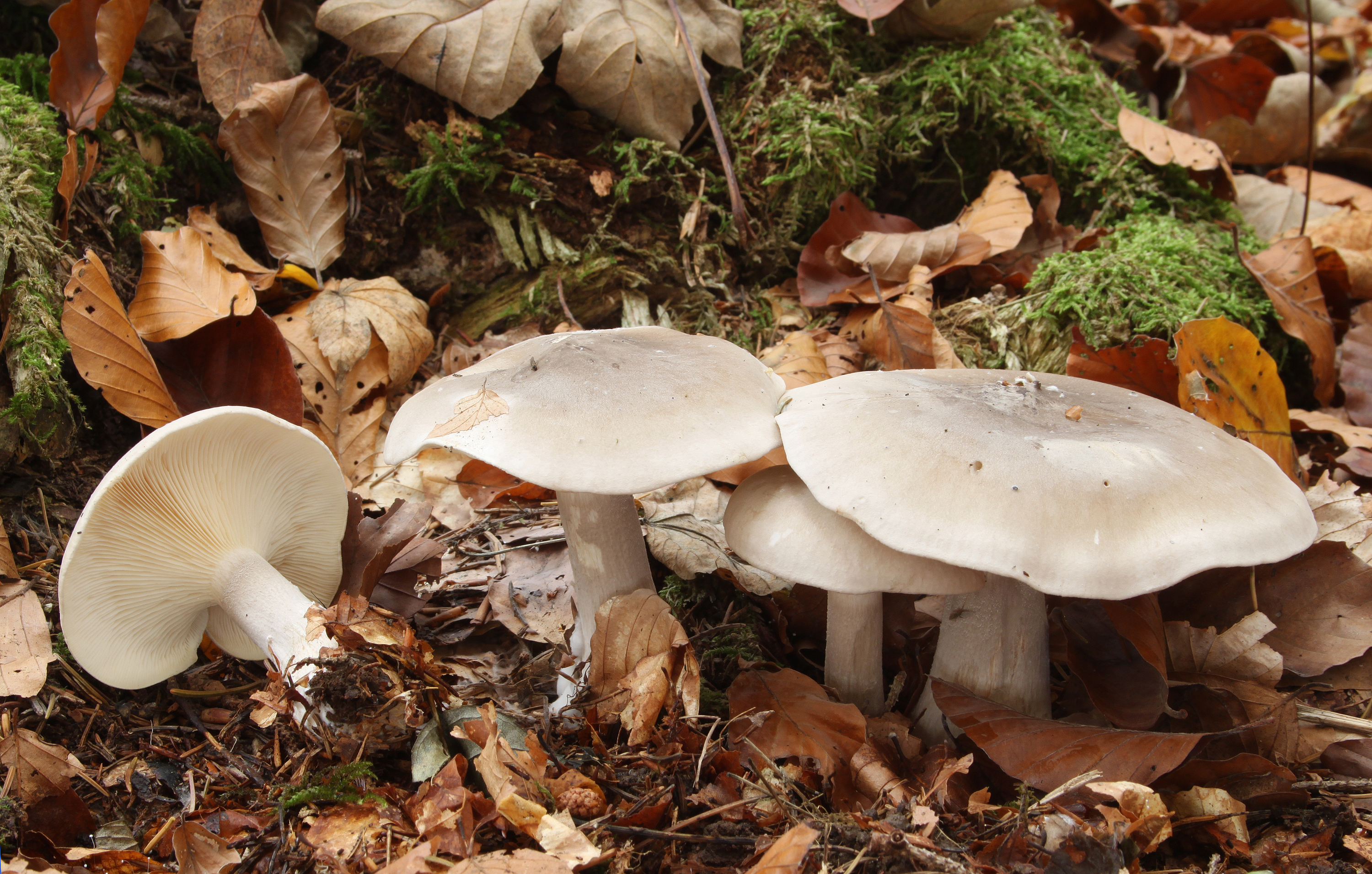
Dessus.
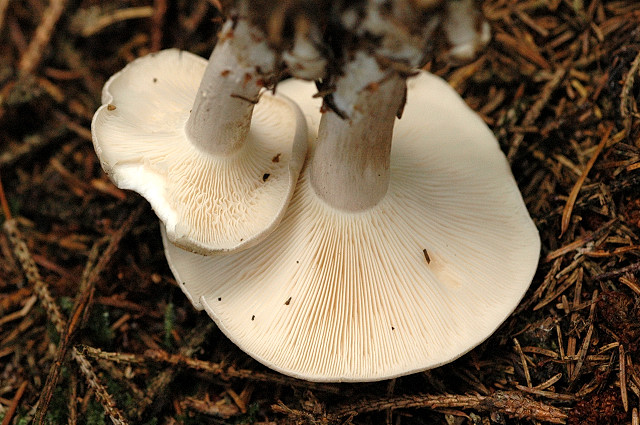
Dessous.
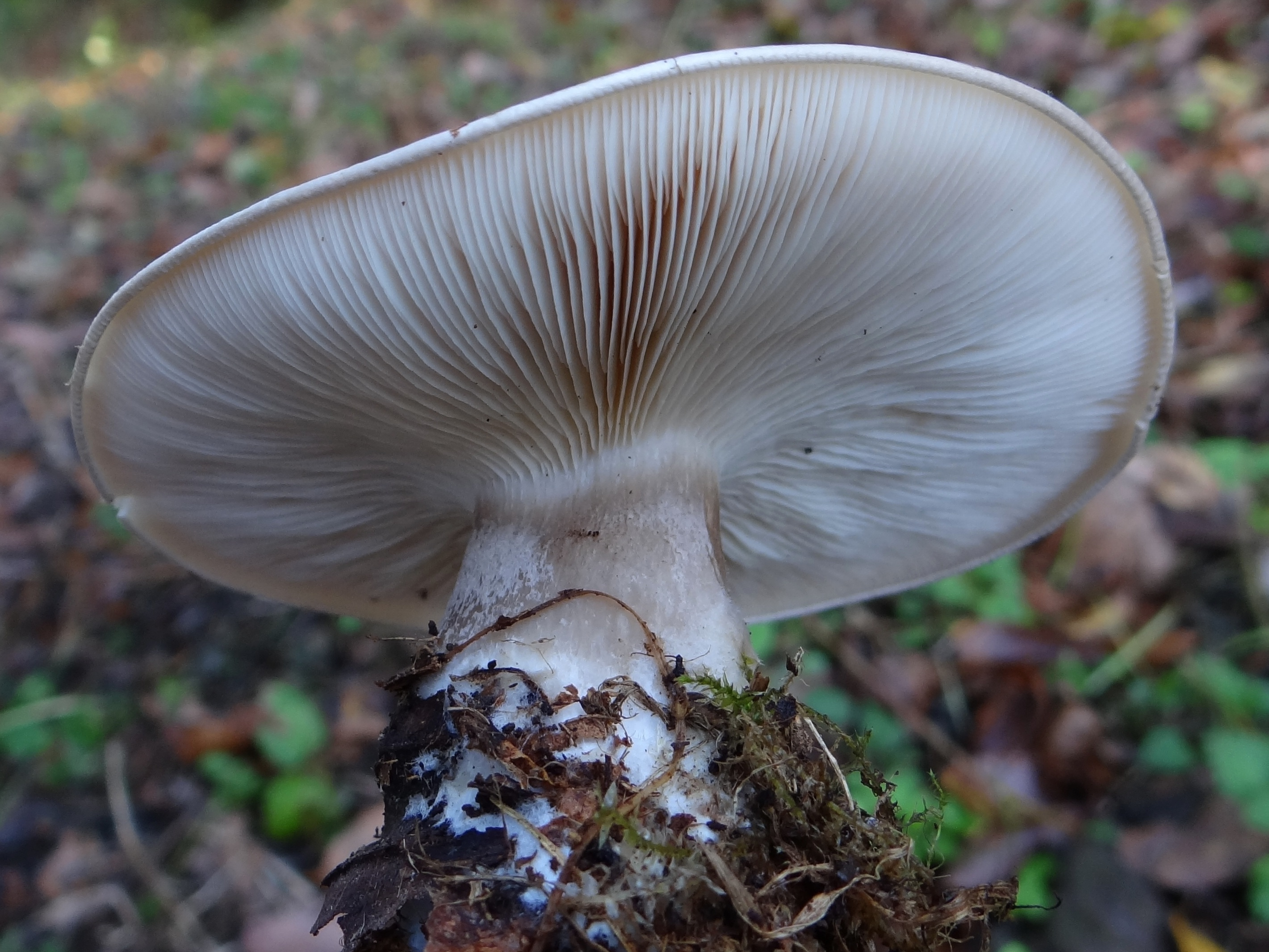
Marge enroulée et lamelles denses et faiblement décurrentes, de couleur crème jaunâtre à odeur de pleurote ou de poulailler.
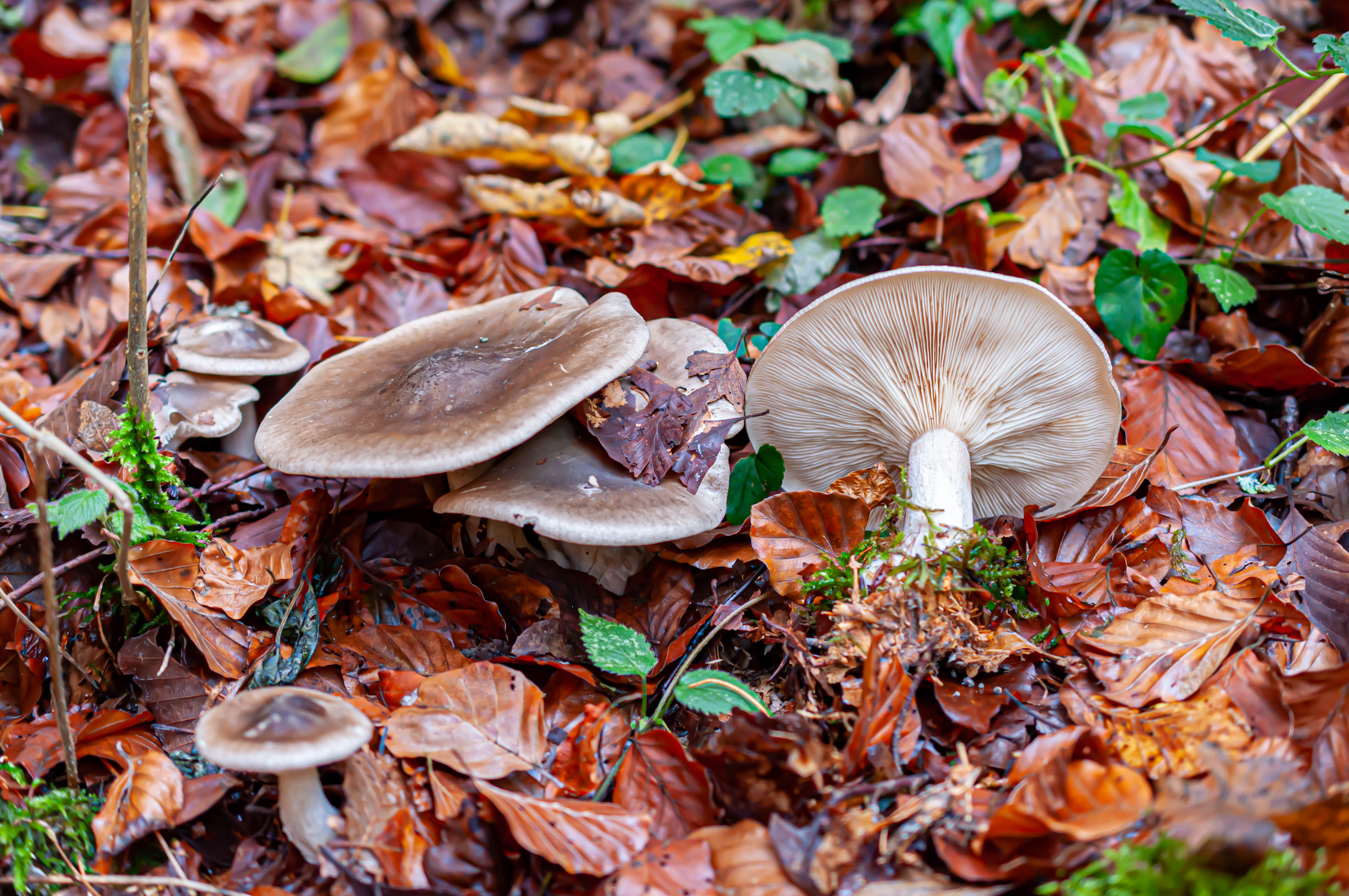
Groupe de Clitocybe nebularis gris-brun dans une hêtraie (Sonvilier, Suisse).
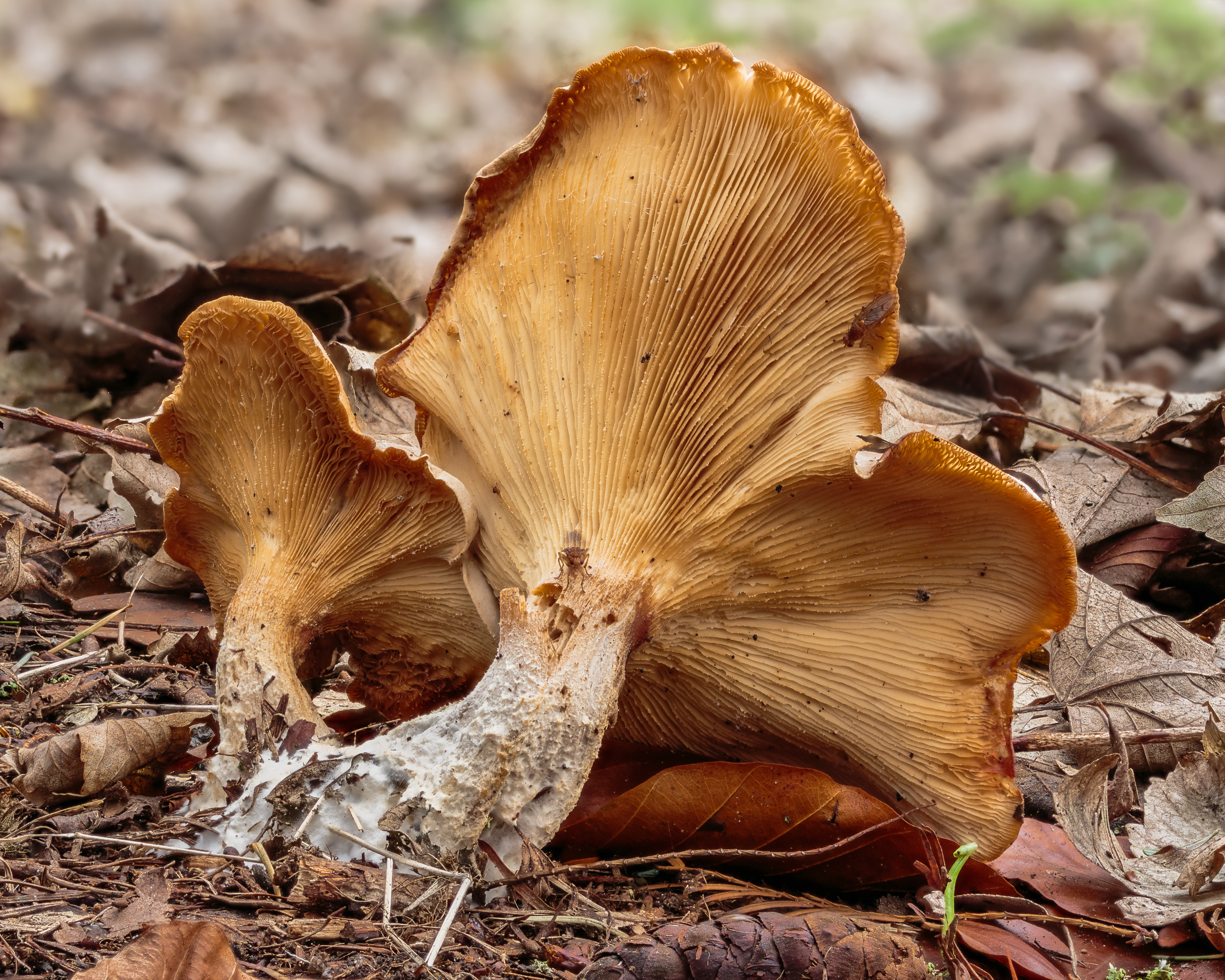
Clitocybe nébuleux à De Famberhorst (nl) en Hollande.
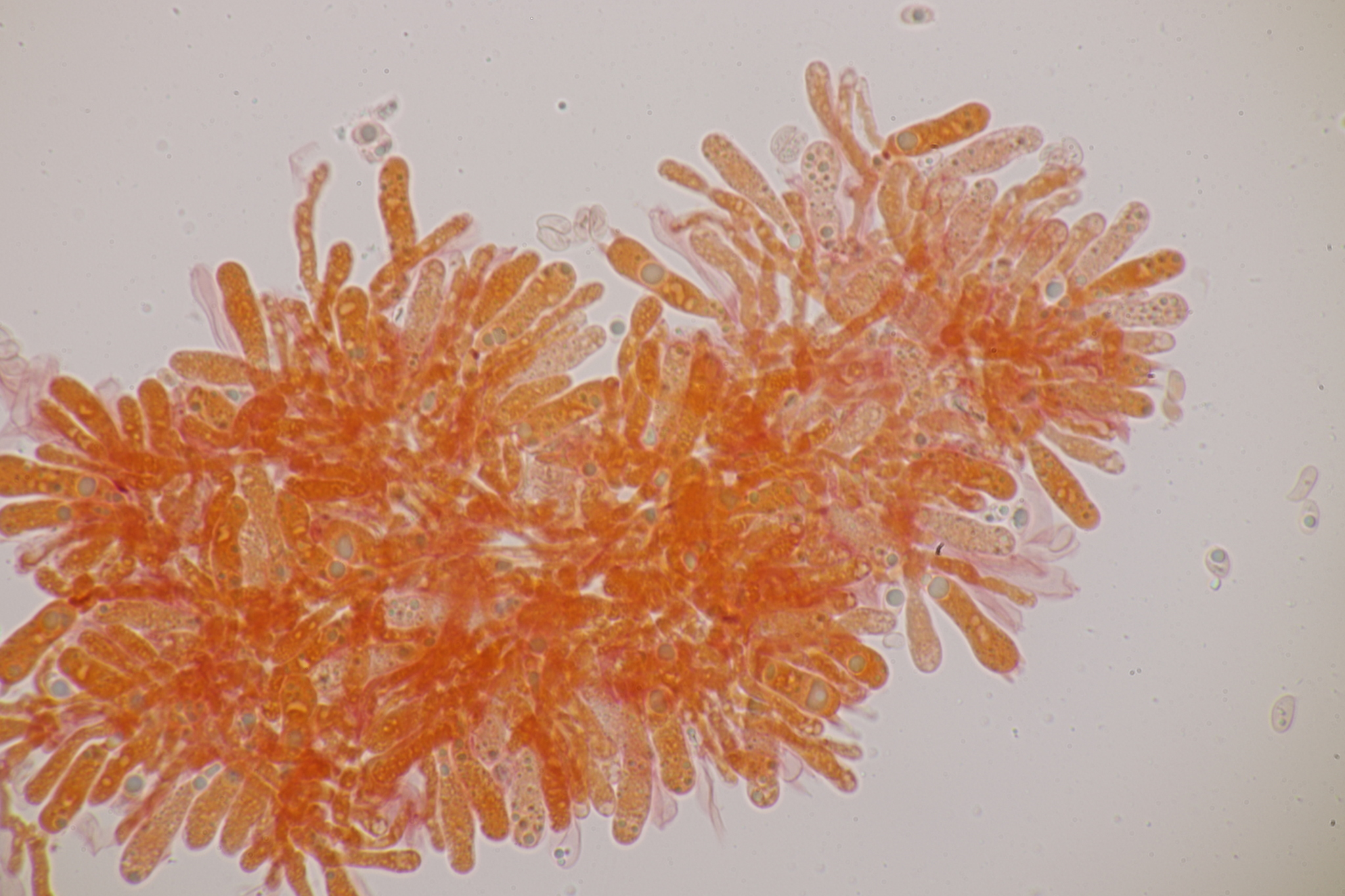
Basides.
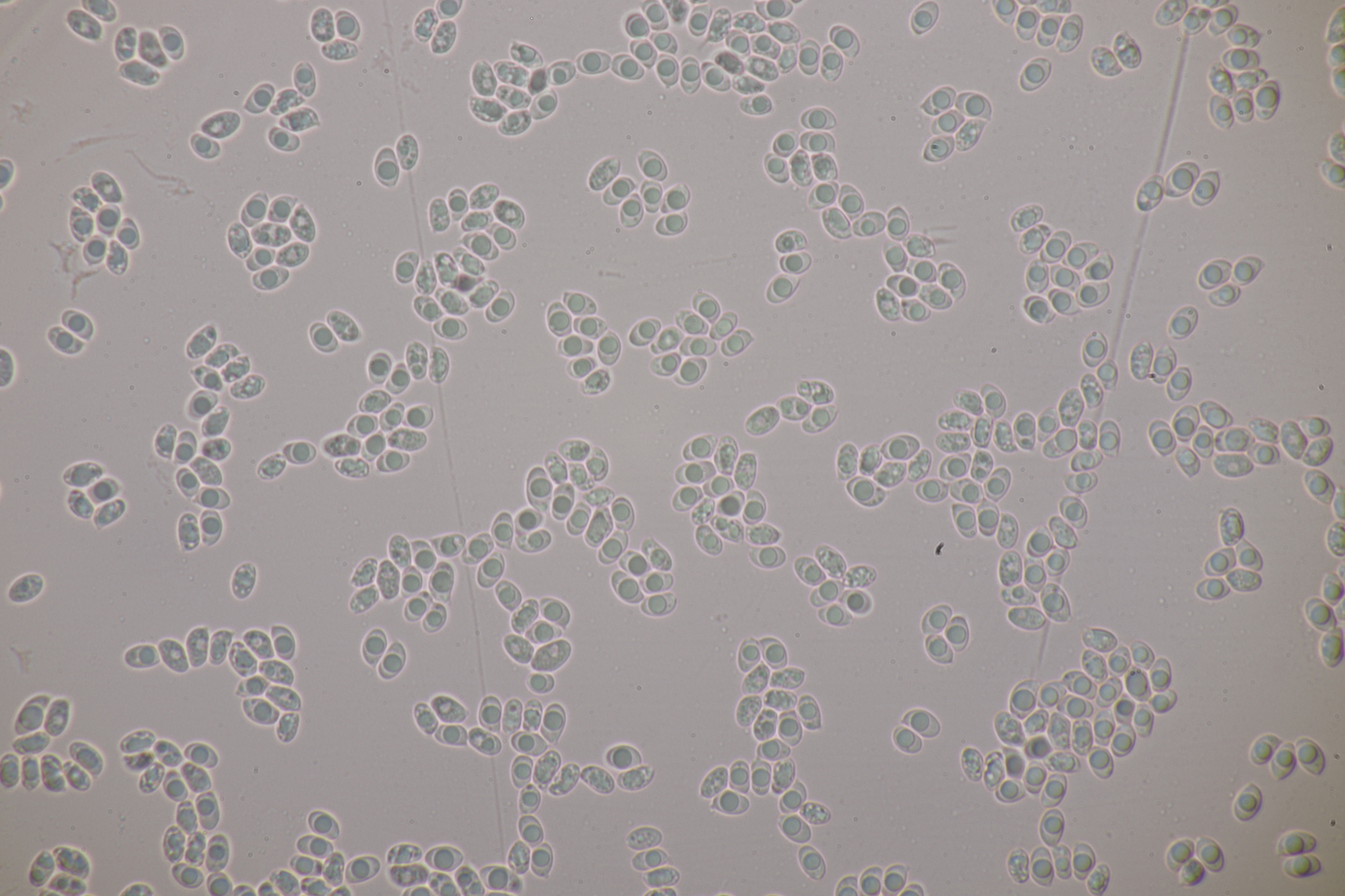
Spores.

Clitocybe nebularis présente des spores lisses mesurant de 6,5 à 8 μm de long pour de 3,5 à 4 μm de large. Elles sont réactives au bleu de méthyle et au rouge congo. Ces spores sont portées par quatre par des basides mesurant de 22 à 30 μm de long pour de 6 à 8 μm de large. Les cystides des bords des lamelles (cheilocystides) sont absentes. L'hyménophore est composé d'hyphes sans pigments formant une trame plus ou moins régulière.

### Confusions possibles

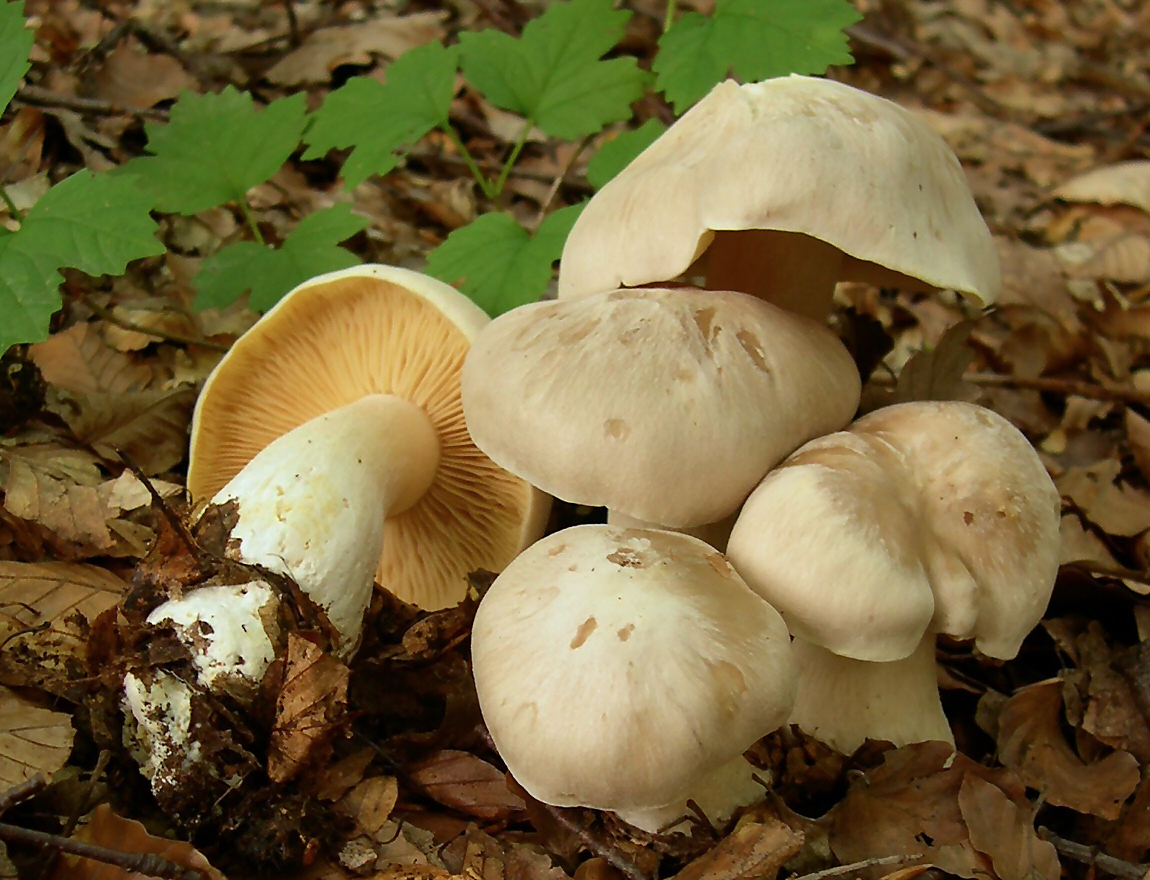
Entolome livide (très toxique) : lamelles jaune beurre à rosées et adnées à échancrées, à odeur de farine.

Le Clitocybe nébuleux a pour caractères distinctifs un chapeau gris, une marge enroulée, des lamelles décurrentes crèmes, un pied grisâtre en massue et une odeur caractéristique.
Il est possible de confondre le Clitocybe nébuleux avec l'Entolome livide, Entoloma sinuatum ; une confusion pouvant porter de lourdes conséquences, tant la toxicité de cette espèce est grande. Toutefois ses lamelles sont jaune beurre dans sa jeunesse, rosées à l'état mature et ne se détachent pas de l'hyménophore lorsqu'elles sont grattées. De plus, les lamelles sont adnées à échancrées et jamais décurrentes comme c'est le cas chez Clitocybe nebularis. Enfin l'entolome livide a une odeur farineuse agréable.
L'hygrophore à odeur agréable, Hygrophorus agathosmus, a un port général ressemblant et des lamelles également décurrentes mais elles sont blanches et surtout écartées, caractéristique typique des hygrophores. De plus, elles sentent l'amande amère.
Le Meunier, Clitopilus prunulus, bon comestible, a un port similaire et des lamelles également décurrentes, mais son chapeau est coloré de blanc-gris, sa chair est très fragile, dégage une odeur très forte de farine et sa sporée est rose,.
De manière plus anodine, sous sa forme blanche, Clitocybe nebularis est distinguable de Clitocybe robusta uniquement par la coloration de sa sporée, blanche chez ce dernier.

## Écologie et distribution

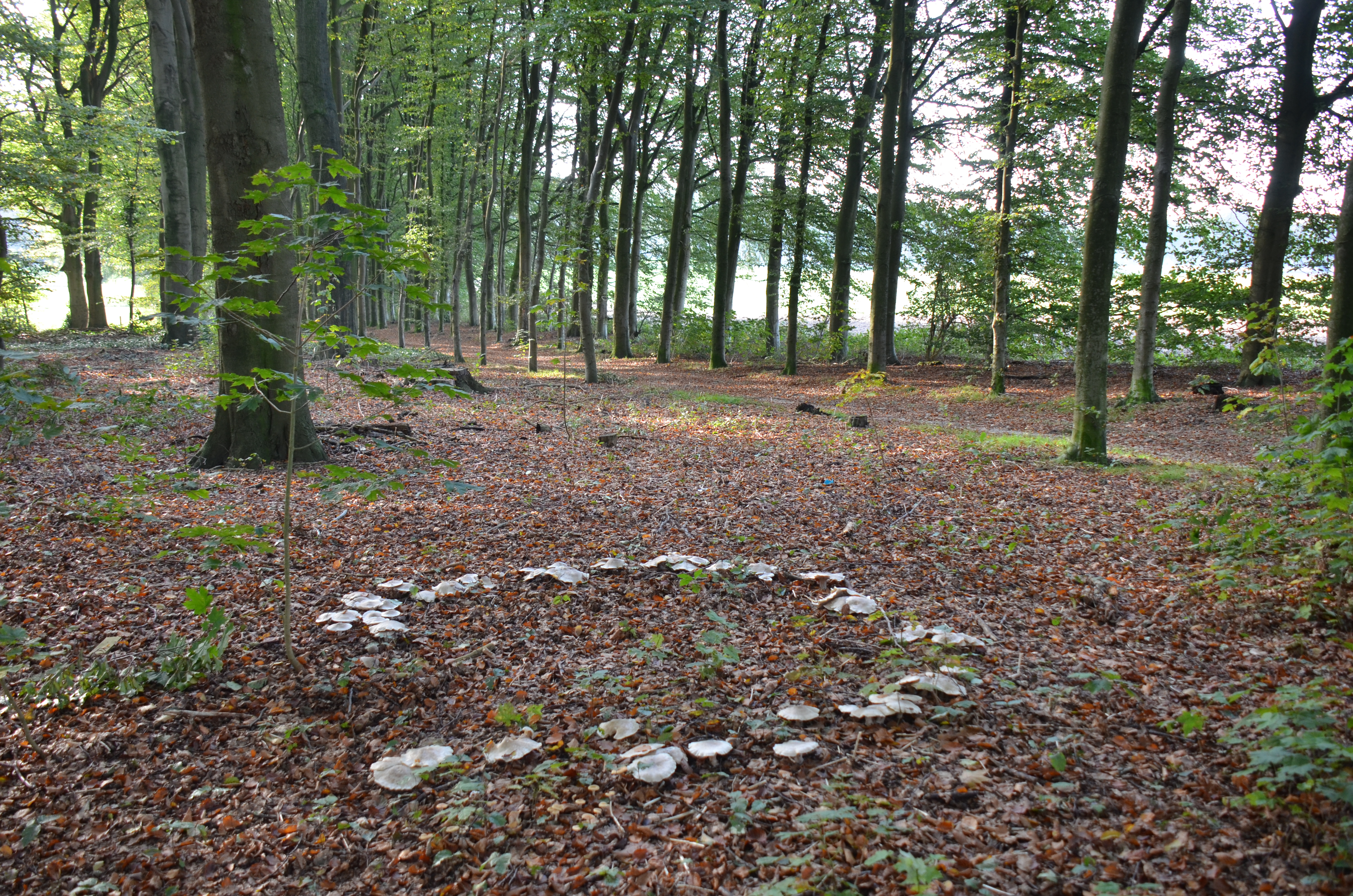
Groupe de clitocybes nébuleux en rond de sorcières sous une hêtraie.

Clitocybe nebularis est, comme l'ensemble des Clytocybes et des Lépistes, un saprobionte se développant sous les feuillus comme sous les conifères. Cependant, il porte une préférence pour les hêtraies riches en humus telles les hêtraies à Luzules blanchâtres, les hêtraies à Aspérules odorantes, les hêtraies-sapinières mais aussi les chênaies-charmaies ainsi que les pessières. Les forêts présentant des arbres jeunes ou d'âge moyen sont préférées, quoique plus rarement, cette espèce est également présente en lisière forestière.
L'espèce est particulièrement tolérante face à la valeur du pH du sol. Cependant, elle se restreint aux sols frais à modérément humides et riches en nutriments, spécialement en azote. À ce propos, ce champignon apprécie particulièrement les creux où l'épaisseur de la litière permet un fort développement du mycélium. Les sols argileux sont ainsi facilement colonisés, à l'inverse des zones sablonneuses et graveleuses ainsi que des zones marécageuses qui sont négligées.
Il s'agit d'une espèce très commune sur l'ensemble de l'hémisphère Nord.

## Biologie

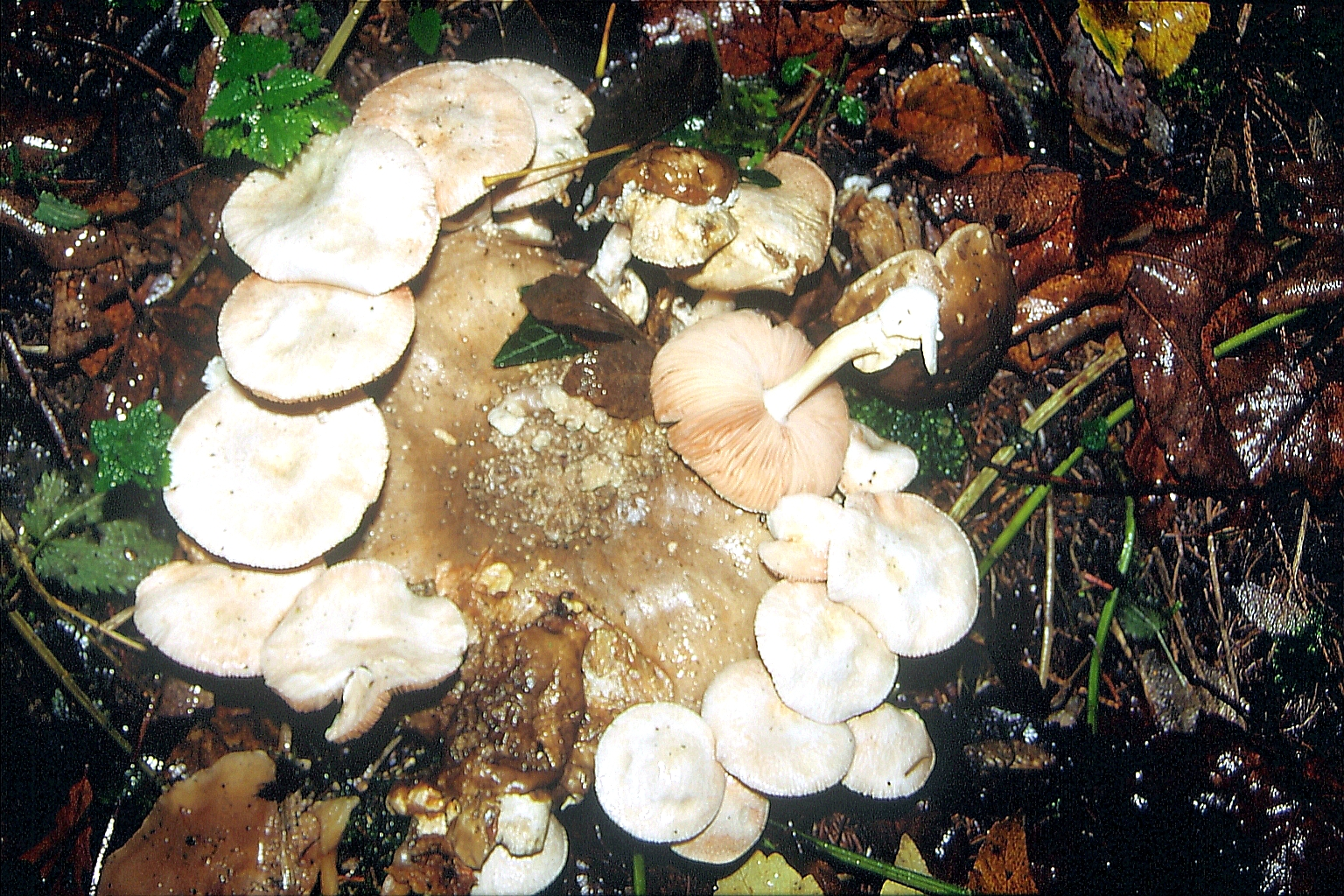
Le champignon Volvariella surrecta parasitant un spécimen en décomposition de Clitocybe nebularis.

Les fructifications apparaissent relativement tard dans l'année, de septembre à novembre ou décembre. Ne craignant pas les premières gelées, elles sont surtout visible à fin de l'automne et au début de l'hiver,. Clitocybe nebularis peut alors présenter différentes morphologies grégaires : il peut être conné, cespiteux, coalescent, concrescent et présenter des phénomènes d'anastomose. Il peut aussi développer un mycélium dit annulaire, c'est-à-dire pousser en rond de sorcières. L'espèce apparaît souvent en compagnie de Lépistes telles que le Pied bleu (Lepista nuda) et le Clitocybe inversé des feuillus (Paralepista flaccida) ; leur mycélium s'entrecroisent régulièrement.
Il apparaît que le morcellement des forêts en aires disjointes dû aux actions humaines provoque un appauvrissement du nombre d'espèces fongiques et a un effet délétère sur la diversité génétique intraspécifique dont celle de Clitocybe nebularis.
Contrairement à la plupart des agaricales, Clitocybe nebularis est très peu sensible aux affres des larves de la mouche mycophage Mycetophila fungorum. Cet atout pourrait être lié à des métabolites secondaires insecticides dont un est commun au riz,. Lorsqu'il est en état de décomposition avancée, Clitocybe nebularis est l'hôte du champignon mycoparasite Volvariella surrecta (Volvariella). L'infestation se manifeste par des fructifications déformées avec un revêtement de mycélium blanc, que l'on trouve surtout à la fin de l'automne,.

## Comestibilité et usages

### Usages

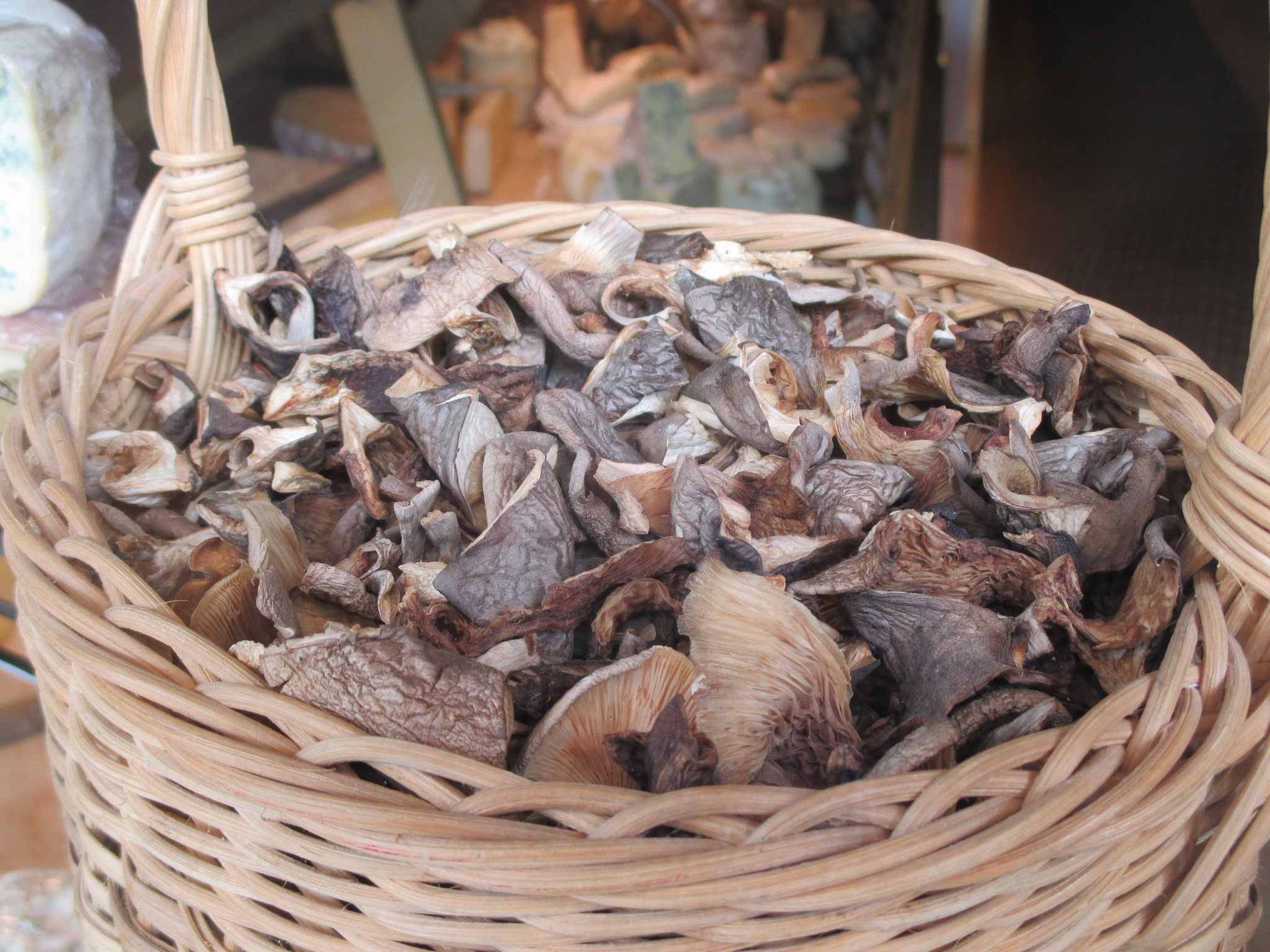
Récolte séchée de gris des sapins (Jura, France).

Le Clitocybe nébuleux est un champignon consommé en tant que nourriture dans de nombreuses régions du monde ; particulièrement en Chine, en Russie, au Mexique, au Chili, en Espagne et en Ukraine. En Espagne, ce champignon populaire est récolté essentiellement à des fins de consommation personnelle en Castille-et-León, dans le Pays Basque et la Navarre. Dans le monde francophone, ce champignon est apprécié en Franche-Comté et en Suisse, notamment dans les croûtes aux champignons et sous forme de soupe.
Certains mycologues affirment que retirer la cuticule suffit à limiter la toxicité de ce champignon. D'autres proposent de passer la récolte au vinaigre et de la conserver dans l'huile. D'autres encore pensent que les toxines peuvent être retirées par plusieurs blanchissements successifs. Enfin, un bon séchage et une réduction en poudre sont également évoqués,.

### Apports nutritionnels
Par rapport à d'autres champignons régulièrement consommés tels que le Cèpe de Bordeaux, le Marasme des Oréades, l'Armillaire couleur de miel et la Girolle, le Clitocybe nébuleux est particulièrement riche en protéines et en phosphore, les taux de potassium et de calcium étant, quant à eux, similaires.

### Intoxications
Pour un article plus général, voir Intoxication aux champignons.

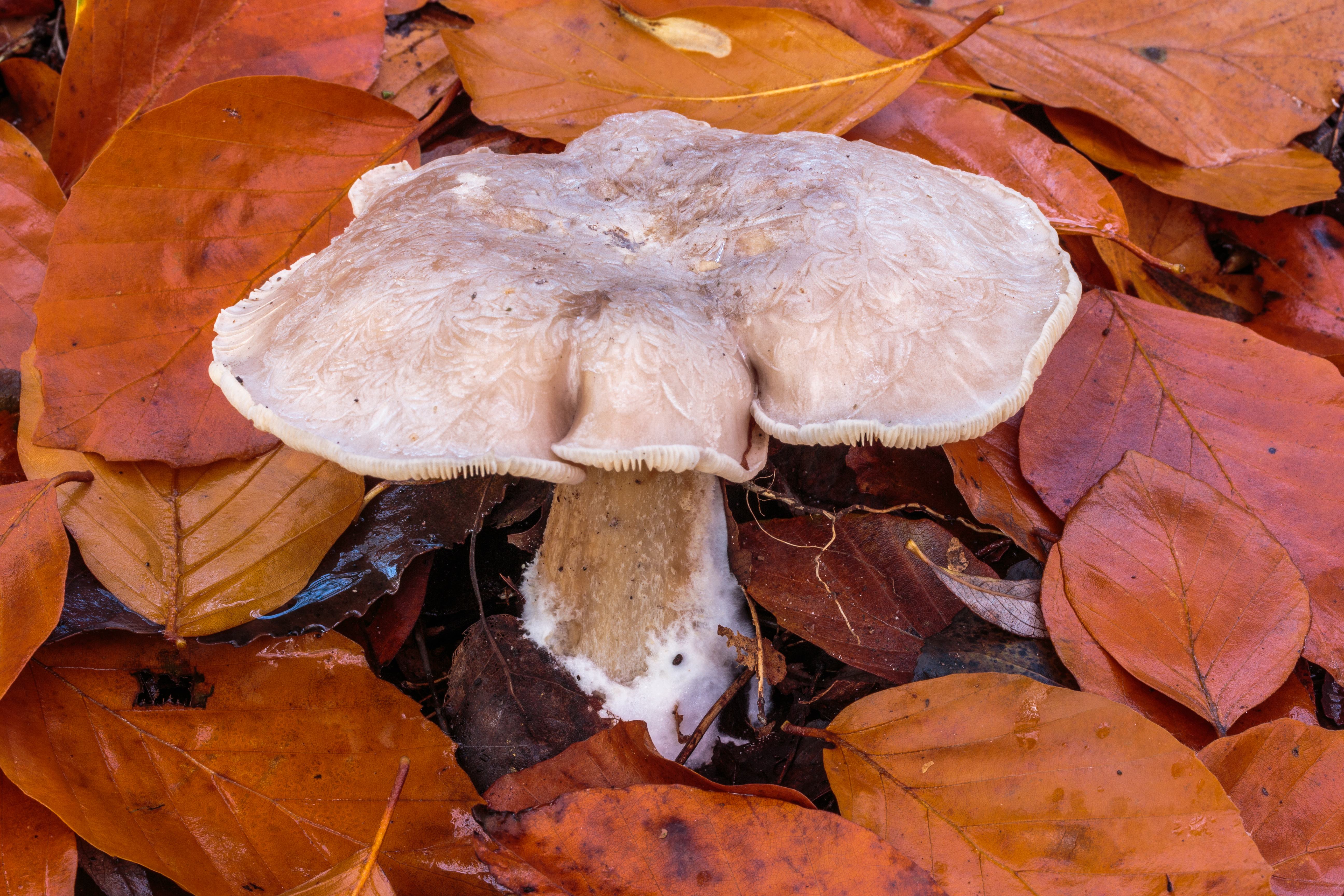
Spécimen de Clitocybe nebularis gelé et en phase de décomposition avancée (Pays-Bas).

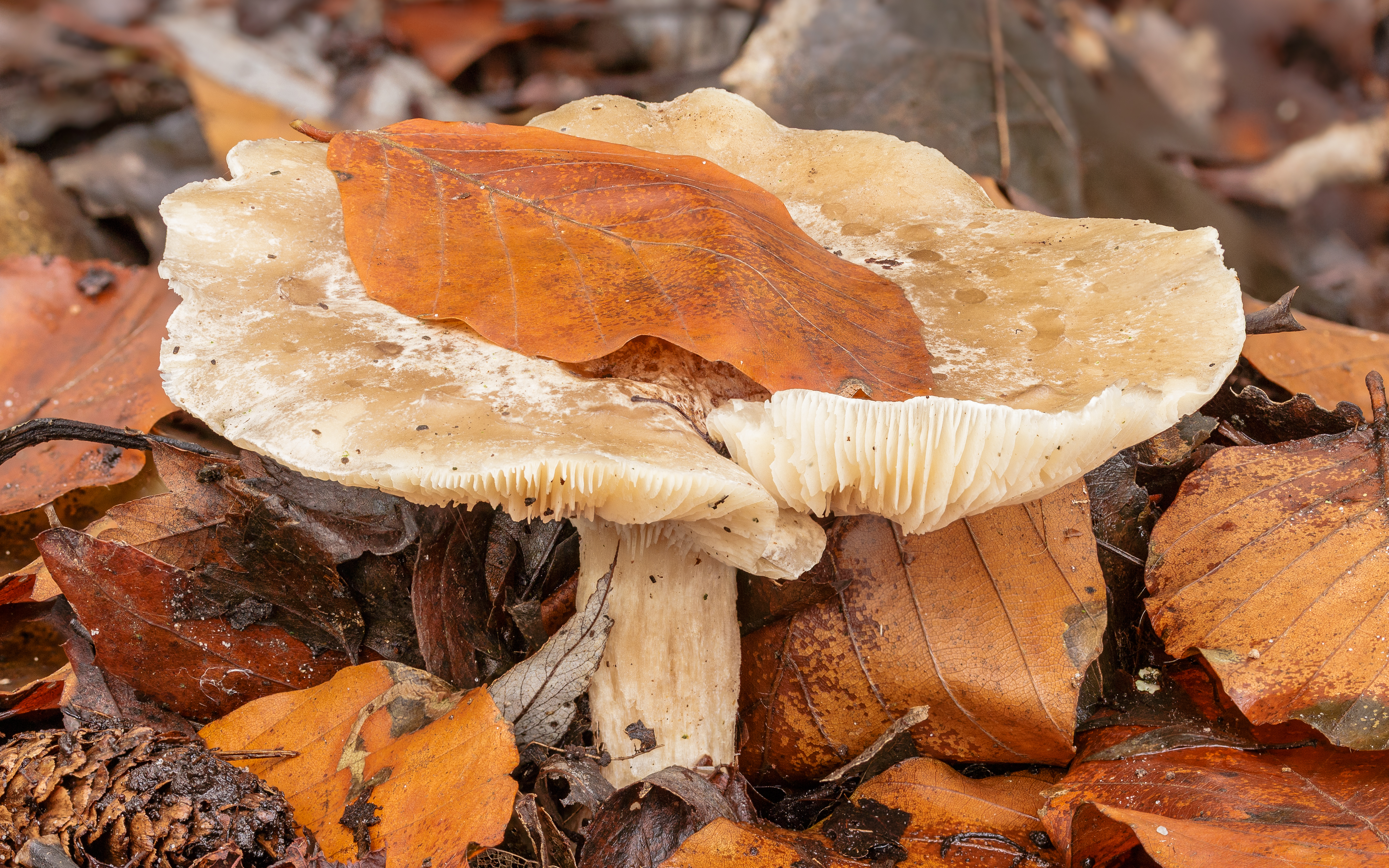
Un Clitocybe nebularis pluvieux en décomposition.

De nombreux cas d'intoxications avec le Clitocybe nébuleux sont retranscrits dans la littérature médicale. Les symptômes qui apparaissent en moins d'une heure et jusqu'à quatre heures après la consommation sont des malaises, des désordres intestinaux et des troubles psychiques. Souvent, ces intoxications ne touchent qu'une partie des convives ou encore des mangeurs ayant régulièrement consommé ces champignons auparavant, et ce sans dommages. Plus précisément, elles se traduisent par des nausées, des vomissements, des maux de tête, des diarrhées, des douleurs thoraciques et des douleurs abdominales, ainsi qu'une xérostomie. La perte de fluides et d'électrolytes peuvent causer une déshydratation avec des crampes musculaires et un collapsus cardiovasculaire.
Les raisons invoquées pour expliquer ces intoxications sont un manque de cuisson, une allergie soudaine, une intolérance individuelle, une consommation de spécimens trop âgés ou altérés par des mycoparasites toxiques tels que certains hypomyces. En effet, les spécimens âgés de Clitocybe nébuleux – même soumis à l'action du gel – gardent un bel aspect très engageant, bien que la putréfaction ait commencé. Ensuite, la toxicité semble augmenter selon certaines conditions climatiques, stimulant ainsi la synthèse d'une plus grande quantité de toxines qu'à l'accoutumée. La pollution environnementale est également une éventualité à envisager ; Clitocybe nebularis concentrant d'ailleurs le plomb. Enfin, la possibilité de l'existence de variétés toxiques est timidement avancée.

### Préconisations

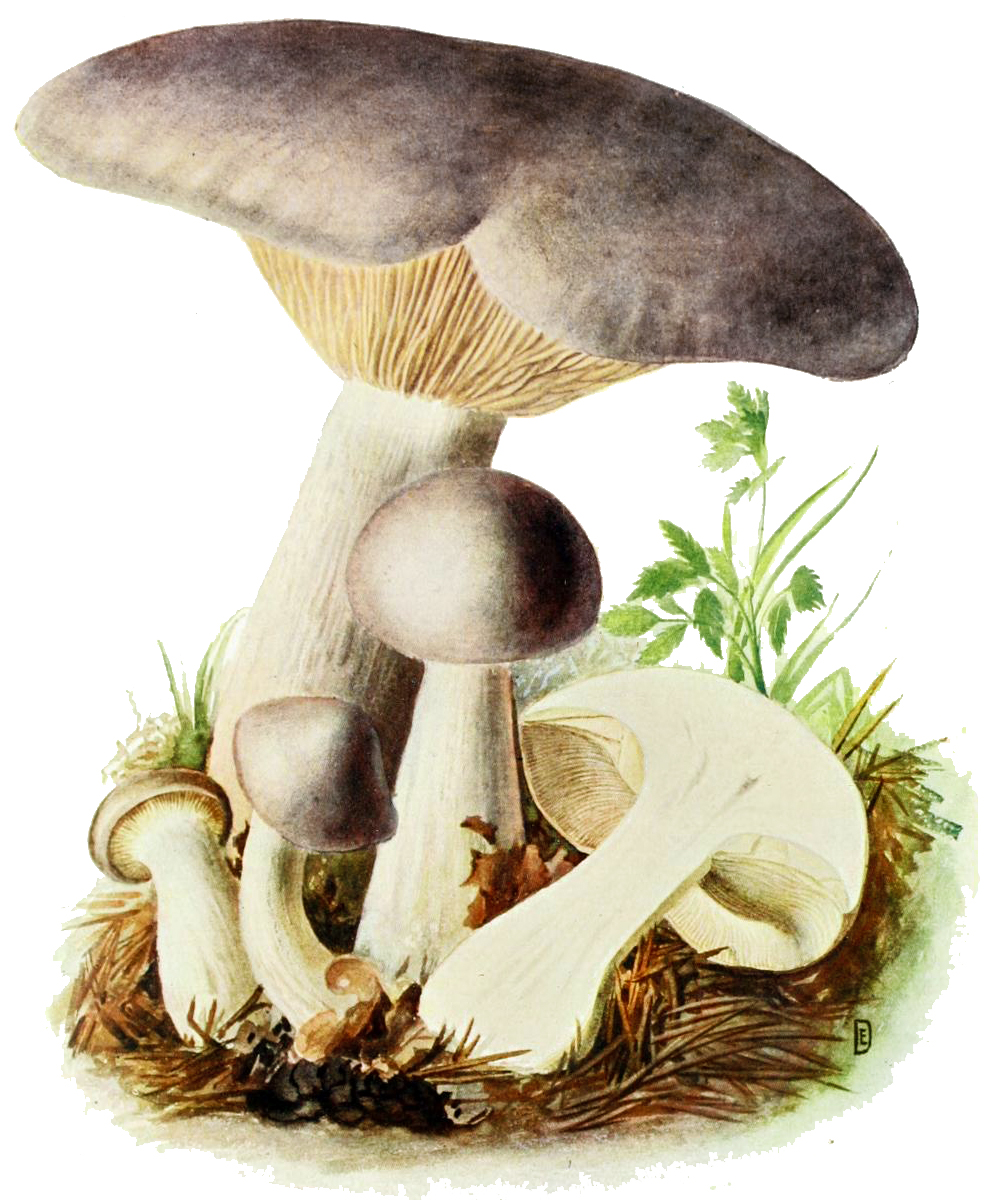
Clitocybe nebularis

À cause des complications liées à sa consommation, la comestibilité de cette espèce est fréquemment revue. En France, elle est désormais considérée comme non-comestible ou fortement suspectée d'être toxique. En Suisse romande, sa comestibilité était controversée. Cependant, l'association suisse des organes officiels de contrôle des champignons (VAPKO) la présente systématiquement comme non-comestible depuis 2017 et a confirmé cette position officiellement en 2023. Des constats et recommandations identiques émanent des sociétés mycologiques d'Allemagne, d'Autriche, d'Italie et du Conseil nordique.

## Constituants et intérêts thérapeutiques
D'un point de vue général, les champignons produisent une grande variété de métabolites secondaires ayant des structures chimiques uniques et des
activités biologiques intéressantes. Clitocybe nebularis contient plusieurs substances telles que la clitocybine, la clitocypine, la nébularine, l'acide nébularique, la purine, l'uracile, l'adénine, l'uridine, l'acide benzoïque et le mannitol,. Au début extraite des champignons, la nébularine est aujourd'hui obtenue par biotechnologie ou synthèse chimique.
Les constituants du Clitocybe nébuleux, et plus particulièrement la nébularine, montrent des activités antibiotiques, antifongiques, antivirales, antiparasitaires, oncostatiques, permettent l'agglutination de certaines cellules et ont des potentiels en tant qu'insecticides.